# Antony Beevor
Antony James Beevor (* 14. prosince 1946, Kensington) je britský historik. Zabývá se především dějinami druhé světové války a dalších válek ve 20. století. Jeho nejznámějšími knihami jsou Stalingrad a Berlin: The Downfall 1945. Je absolventem Královské vojenské akademie v Sandhurstu, kde byl žákem Johna Keegana.

## Dílo
- Crete: The Battle and the Resistance, 1991
- Paris After the Liberation, 1944–1949, 1994, česky Paříž po osvobození 1944-1949, překlad P. Vereš
- Stalingrad, 1998, česky Stalingrad : osudné obklíčení, překlad Vladimír Fuksa
- Berlin: The Downfall 1945, 2002, česky 1945 - pád Berlína, překlad Vladimír Fuksa
- The Mystery of Olga Chekhova, 2004, česky Tajemství Olgy Čechovové, překlad Ondřej Novák
- The Battle for Spain: The Spanish Civil War 1936–39, 2006, česky Španělská občanská válka, překlad Leonid Knížek
- D-Day: The Battle for Normandy, 2009, česky Den D : bitva o Normandii, překlad Vladimír Fuksa
- Ardennes 1944: Hitler's Last Gamble, 2015
- Arnhem: The Battle for the Bridges, 1944, 2018
- Russia: Revolution and Civil War, 1917—1921, 2022